# Pierre Issa
Pierre Sanitarib Issa (ur. 11 września 1975 w Germinston) – południowoafrykański piłkarz pochodzenia libańskiego występujący na pozycji obrońcy.

## Kariera klubowa
Issa nigdy nie grał w klubie z ojczyzny. Karierę rozpoczął we Francji, w klubie USL Dunkerque. Potem przez sześć lat był zawodnikiem Marsylii. Jednak najbardziej znany jest z występów w Watfordzie, dokąd ściągnął go w roku 2001 Gianluca Vialli. Pierre był jednym z najlepiej zarabiających zawodników w historii tego klubu. Jednak 14 lutego 2002 roku, zaledwie 5 miesięcy po przyjściu, został wystawiony na listę transferową z powodu stosunkowo słabej gry. Nigdy więcej nie zagrał w oficjalnym meczu Watfordu, jednak wciąż pozostaje jednym z trzech zawodników w historii tego klubu, którzy kiedykolwiek zagrali na Mistrzostwach Świata.
Kariera zawodnika przestała jednak się rozwijać po kontuzji, którą odniósł w spotkaniu przeciwko Birmingham City na własnym boisku.
Za czasów gry w Olympique Marsylia, Issa został wypożyczony do Chelsea, jednak nigdy tam nie zagrał. Z kolei po opuszczeniu Watfordu latem roku 2002 został zawodnikiem libańskiego Olympicu Beirut. Przed sezonem 2003/2004 został zwolniony z klubu. Nowego pracodawcę znalazł dopiero w sezonie 2004/2005, a był to grecki AO Ionikos. Potem był zawodnikiem OFI Kreta, w którego to klubu barwach zakończył karierę w roku 2009.

## Kariera reprezentacyjna
Issa w reprezentacji RPA zadebiutował 15 listopada 1997 roku w meczu z Niemcami. Był podstawowym zawodnikiem ‘Bafana Bafana’ na Mistrzostwach Świata 1998, gdzie zagrał we wszystkich trzech spotkaniach, jednak turnieju nie zaliczy do udanych. W spotkaniu z Francją strzelił bowiem 2 gole samobójcze (potem jedną z tych bramek zapisano na konto Thierry’ego Henry). Wystąpił również na Mundialu w roku 2002, jednak tylko w jednym meczu – przeciwko Paragwajowi. Jednakże już po niespełna półgodzinie został zmieniony z powodu kontuzji przez MacDonalda Mukasi. Ogółem w reprezentacji zagrał 47 razy.